# Khowbān Razgāh
Khowbān Razgāh (persiska: خوبان رزگاه) är en ort i Iran.   Den ligger i provinsen Mazandaran, i den norra delen av landet, 130 km norr om huvudstaden Teheran. Antalet invånare är 706.
Terrängen runt Khowbān Razgāh är platt åt nordost, men åt sydväst är den kuperad. Runt Khowbān Razgāh är det ganska tätbefolkat, med 116 invånare per kvadratkilometer. Närmaste större samhälle är Tonekābon, 1,5 km öster om Khowbān Razgāh. Trakten runt Khowbān Razgāh består till största delen av jordbruksmark.